# Dolichos serpens
Dolichos serpens är en ärtväxtart som beskrevs av De Wild. Dolichos serpens ingår i släktet Dolichos och familjen ärtväxter. Inga underarter finns listade i Catalogue of Life.